# Horná Mariková
Horná Mariková – wieś (obec) w powiecie Powaska Bystrzyca, w kraju trenczyńskim na Słowacji. Znajduje się w północno-zachodniej części Słowacji.